# Devils & Dust
| 전문가 평가      | 전문가 평가 |
| 총 점수          | 총 점수     |
| 출처             | 점수        |
| ---------------- | ----------- |
| 메타크리틱       | 81/100      |
| 평가 점수        |             |
| 출처             | 점수        |
| Allmusic         | [ 2 ]       |
| Robert Christgau | A−          |
| PopMatters       | [ 4 ]       |
| Rolling Stone    | [ 5 ]       |
| Tom Hull         | A–          |

《Devils & Dust》는 미국의 싱어송라이터 브루스 스프링스틴의 열세 번째 스튜디오 음반이며, 그의 세 번째 어쿠스틱 음반 (《Nebraska》와 《The Ghost of Tom Joad》에 이어)이다. 그것은 2005년 4월 25일 유럽에서, 그리고 2005년 4월 26일, 미국에서 발매되었다. 그것은 미국 빌보드 200 차트에서 1위로 데뷔했다.

## 배경
스프링스틴은 《Devils & Dust》의 많은 노래들이 10년 이상 거슬러 올라간다는 사실에 대해 매우 개방적이었다. 스프링스틴은 사우스사이드 조니가 1991년에 발매된 그의 음반 《Better Days》에 사용하기 위해 〈All the Way Home〉을 작사, 작곡했다. 〈Long Time Comin'〉과 〈The Hitter〉는 1996년 스프링스틴의 Ghost of Tom Joad Tour의 솔로에서 작곡되고 공연되었다. 〈Devils & Dust〉도 이전에 작곡된 것으로 알려져 있고 2003년 여름부터 그 이듬해까지 The Rising Tour에서 사운드 체크에 참여했다. (스프링스틴은 적어도 한 번의 보트 포 체인지 쇼의 세트리스트에 〈Devils & Dust〉가 있었지만, 마지막 순간에 〈Star Spangled Banner〉의 12현 기타를 연주하기로 결정했다. 그는 나중에 그의 공식 웹사이트를 통해 무료로 발매할 것이다.)

## 발매 및 홍보
《Devils & Dust》는 음악 비평가들로부터 갈채를 받았다. 2005년 3월 28일, 타이틀곡은 AOLmusic.com에서 독점적인 "퍼스트 리스닝"으로 소개되었다. 다음날 아이튠즈 뮤직 스토어에서 구매하기 위해 발매되었다. 이 음반은 또한 듀얼디스크 형식으로 발매되었다. 이렇게 하면 정규 음반이 디스크의 한쪽에, 5.1 서라운드 사운드와 비디오와 같은 특수 콘텐츠가 DVD 형식으로 디스크의 다른 쪽에 배치된다. DVD에는 스프링스틴이 〈Devils & Dust〉, 〈Long Time Comin'〉, 〈Reno〉, 〈All I'm Thinkin' About〉, 〈Matamoros Banks〉의 작사, 작곡에 대해 공연하고 논평하는 것이 수록되어 있다. 노래 가사는 노래방 스타일의 서라운드 사운드 부분의 재생과 함께 제공된다. 스프링스틴의 솔로 Devils & Dust Tour는 음반 발매와 동시에 시작되었다.
마케팅은 성공적이었다. 스프링스틴은 빌보드 200 차트에서 7번째 1위와 4번째 1위를 차지했고, 이전에 발표되지 않은 콘텐츠만을 수록한 음반으로는 두 번째이자 E 스트리트 밴드 없이 첫 번째 음반이었다. 그러나 초기 발매 기간이 지나자 판매가 잠잠해졌고, 2006년 2월 미국에서 골드 등급을 획득하여 2008년 11월 현재 65만 장이 팔렸다.

## 곡 목록
모든 곡들은 브루스 스프링스틴에 의해 작사/작곡하였다.
| #   | 제목                       | 재생 시간 |
| --- | -------------------------- | --------- |
| 1.  | 〈Devils & Dust〉          | 4:58      |
| 2.  | 〈All the Way Home〉       | 3:38      |
| 3.  | 〈Reno〉                   | 4:08      |
| 4.  | 〈Long Time Comin'〉       | 4:17      |
| 5.  | 〈Black Cowboys〉          | 4:08      |
| 6.  | 〈Maria's Bed〉            | 5:35      |
| 7.  | 〈Silver Palomino〉        | 3:22      |
| 8.  | 〈Jesus Was an Only Son〉  | 2:55      |
| 9.  | 〈Leah〉                   | 3:32      |
| 10. | 〈The Hitter〉             | 5:53      |
| 11. | 〈All I'm Thinkin' About〉 | 4:22      |
| 12. | 〈Matamoros Banks〉        | 4:00      |

## 인증
| 국가                                                  | 인증 | 판매량/출하량 |
| ----------------------------------------------------- | ---- | ------------- |
| 오스트레일리아 (ARIA)                                 | 골드 | 35,000^       |
| 오스트리아 (IFPI 오스트리아)                          | 골드 | 15,000*       |
| 벨기에 (BEA)                                          | 골드 | 25,000*       |
| 캐나다 (뮤직 캐나다)                                  | 골드 | 50,000^       |
| 덴마크 (IFPI Danmark)                                 | 골드 | 20,000^       |
| 이탈리아 sales in 2005                                | —    | 120,000       |
| 스페인 (PROMUSICAE)                                   | 골드 | 50,000^       |
| 스웨덴 (GLF)                                          | 골드 | 30,000^       |
| 영국 (BPI)                                            | 골드 | 100,000^      |
| 미국 (RIAA)                                           | 골드 | 500,000^      |
| *판매량을 기반으로 한 인증 ^출하량을 기반으로 한 인증 |      |               |